# Anastrepha pallens
Anastrepha pallens är en tvåvingeart som beskrevs av Daniel William Coquillett 1904. Anastrepha pallens ingår i släktet Anastrepha och familjen borrflugor. Inga underarter finns listade i Catalogue of Life.